# 월계중학교 (광주)
월계중학교(月桂中學校)는 대한민국 광주광역시 광산구 월계동에 위치한 공립 중학교이다.

## 학교 연혁
- 1996년 1월 3일 : 월계중학교 설립인가
- 1996년 3월 2일 : 초대 김명숙 교장 취임
- 1996년 3월 6일 : 개교 및 제1회 입학식(1학년 3학급, 2학년 2학급 총 5학급)
- 1998년 2월 10일 : 제1회 졸업식(120명)
- 1999년 3월 1일 : 6학급 증설(26학급)
- 2021년 9월 1일 : 제13대 양미숙 교장 취임
- 2023년 1월 5일 : 제26회 졸업식(227명)
- 2024년 3월 4일 : 제29회 입학식(205명)

## 참고 자료
- 월계중학교 - 한국교육학술정보원 학교알리미